# Néstor Delguy
Néstor Delguy (19 gennaio 1945) è un ex cestista argentino.

## Carriera
Con l'Argentina ha disputato i Campionati mondiali del 1967.